# Station Westport
Station Westport is een spoorwegstation in Westport in het  Ierse  graafschap Mayo. Westport is het eindpunt van de lijn  Dublin - Westport. Via Manulla Junction is er een verbinding met Ballinia.
Het station is geopend op 28 januari 1866 en is nog steeds open. Het bijbehorende goederenstation werd gesloten op 6 september 1976.